# Gouy-Saint-André
Gouy-Saint-André é uma comuna francesa na região administrativa de Altos da França, no departamento de Pas-de-Calais. Estende-se por uma área de 13,34 km². Em 2010 a comuna tinha 661 habitantes (densidade: 49,6 hab./km²).